# Dačice
Dačice è una città della Repubblica Ceca facente parte del distretto di Jindřichův Hradec, in Boemia Meridionale.

## Monumenti e luoghi d'interesse

### Architetture religiose
- Cimitero ebraico di Velký Pěčín

### Architetture militari e civili

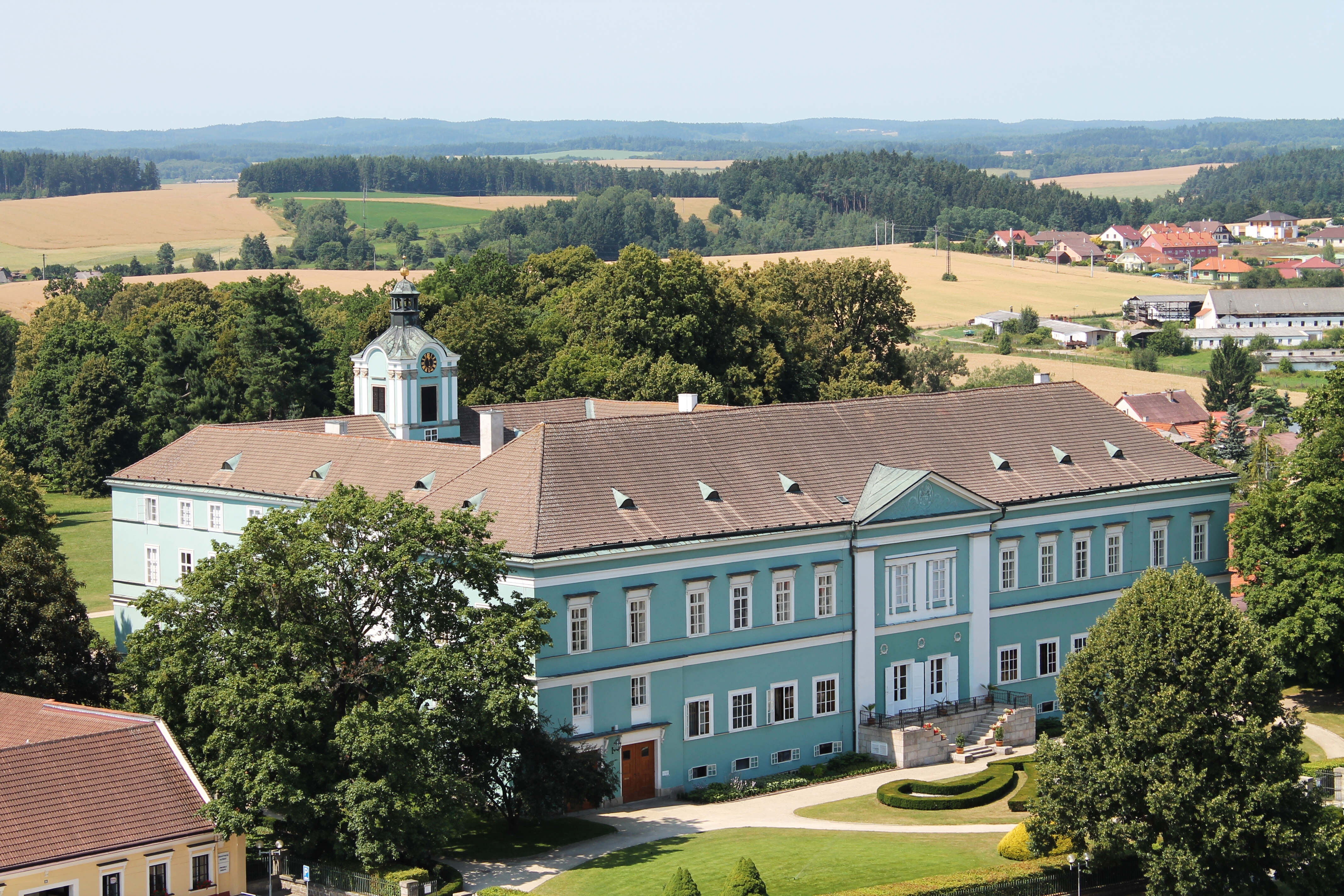
Il castello nuovo, neoclassico

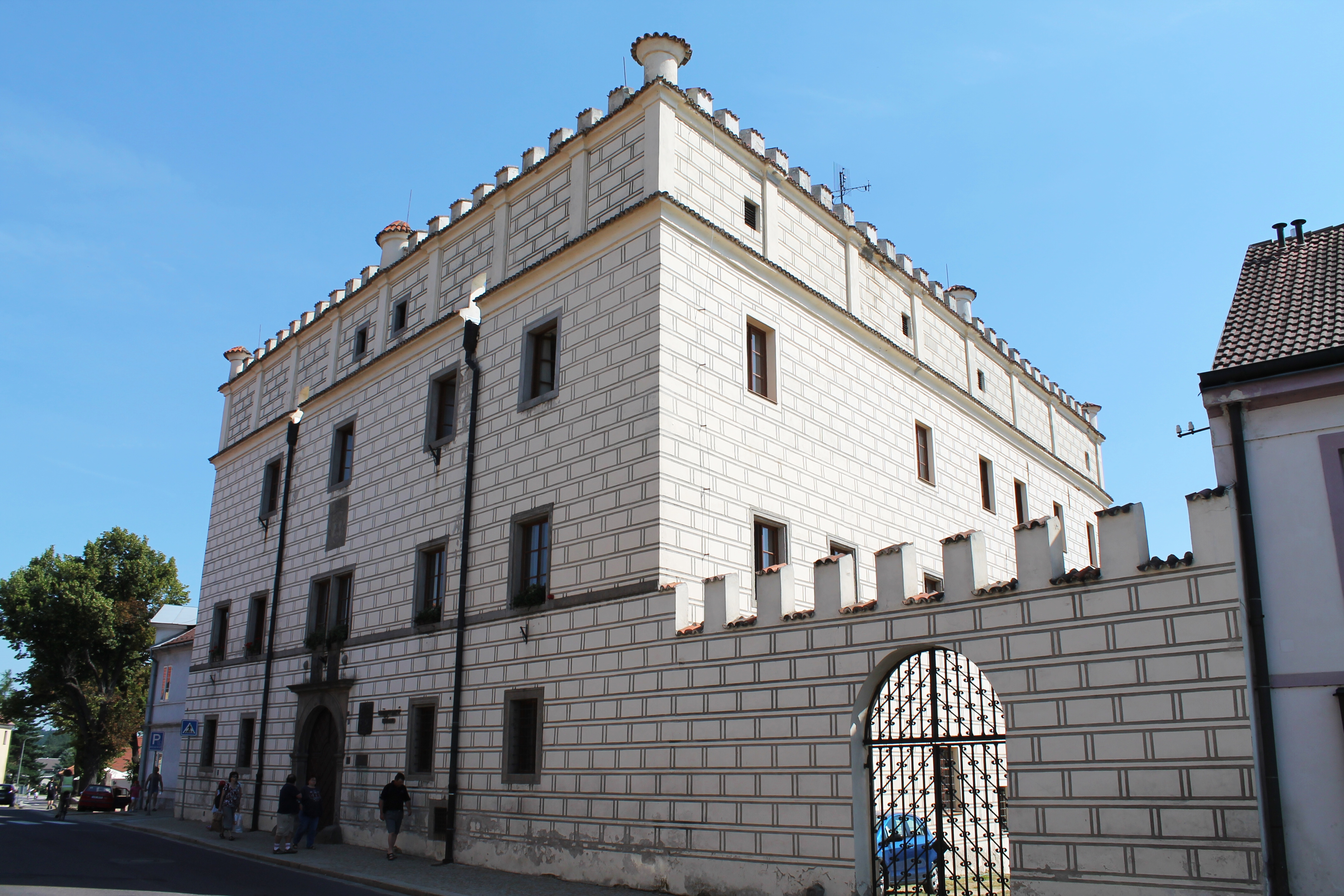
Il castello vecchio, rinascimentale

- Castello nuovo di Dačice. È un castello in stile impero, di proprietà della famiglia Dalberg, costruito negli 1816-1832 dove sorgeva il castello (in stile rinascimentale) della famiglia Krajíř di Krajk, risalente alla fine del XVI secolo.[3] Gli interni storici conservano la galleria di famiglia, un raro complesso di mobili in stile impero e la biblioteca in stile liberty.
- Catello vecchio. È un palazzo in stile tardo-rinascimentale, edificato negli 1572-1579 dalla famiglia dei conti Krajířové z Krajku (in tedesco Kraiger von Kraigk, famiglia originaria della Carniola).  È protetto come monumento culturale della Repubblica Ceca e oggi ospita il municipio della città, il museo cittadino e la polizia locale.